# I. e. 14
Évszázadok: i. e. 2. század – i. e. 1. század – 1. század
Évtizedek: i. e. 60-as évek – i. e. 50-es évek – i. e. 40-es évek – i. e. 30-as évek – i. e. 20-as évek – i. e. 10-es évek – i. e. 1-es évek – 1-es évek – 10-es évek – 20-as évek – 30-as évek
Évek: i. e. 19 – i. e. 18 – i. e. 17 – i. e. 16 –  i. e. 15 – i. e. 14 – i. e. 13 – i. e. 12 – i. e. 11 – i. e. 10 – i. e. 9

## Események

### Római Birodalom
- Marcus Licinius Crassus Frugit és Cnaeus Cornelius Lentulus Augurt választják consulnak.
- Nero Claudius Drusus elkezd erődöket építeni a Rajna mentén, amelyek később megfelelő bázisként szolgálhatnak germániai hadjáratához. Ennek során elfoglalja a germán Borbetomagus városkát, átnevezi Augusta Vangionumnak (ma Worms), megerődíti és helyőrséget hagy benne.
- Marcus Vipsanius Agrippa visszaállítja a római fennhatóságot a kimmériai Chersonesus (görög város a Krímen) fölött.
- A syriai Berytusban (ma Bejrút) latin colonia alapul.

## Születések
- Agrippina Maior, Marcus Vipsanius Agrippa és Julia Caesaris lánya.
- Drusus Iulius Caesar, Tiberius császár fia és örököse

## Fordítás
- Ez a szócikk részben vagy egészben  a(z)   14 BC című angol Wikipédia-szócikk ezen változatának fordításán alapul.  Az eredeti cikk szerkesztőit annak laptörténete sorolja fel. Ez a jelzés csupán a megfogalmazás eredetét és a szerzői jogokat jelzi, nem szolgál a cikkben szereplő információk forrásmegjelöléseként.